# Stabilimento di Longbridge

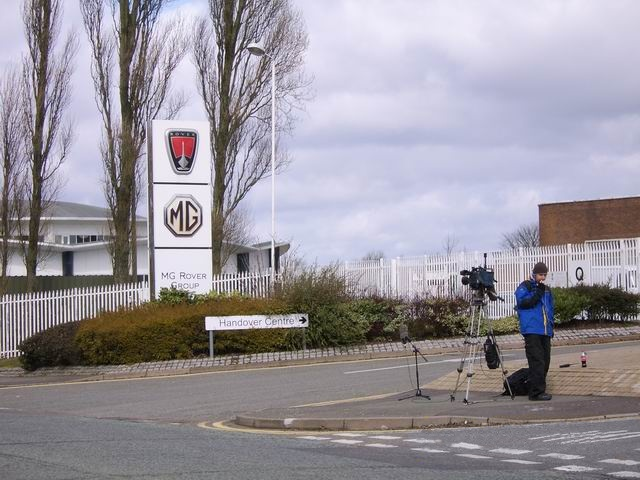
I cancelli di Longbridge nel 2006

Lo stabilimento di Longbridge è un sito industriale situato nell'area di Longbridge, presso Birmingham, in Inghilterra. Aperto nel 1905, durante il XX secolo lo stabilimento impiegò diverse migliaia di persone e fu centrale per l'economia locale. I principali prodotti costruiti a Longbridge sono state le automobili, anche se durante la seconda guerra mondiale lo stabilimento principale ha prodotto munizioni e parti di carri armati, mentre il vicino stabilimento East Works della Austin Aero Ltd a Cofton Hackett ha prodotto modelli di aeroplani come lo Short Stirling e l'Hawker Hurricane.
Originariamente fondato da un ingegnere e un imprenditore, lo stabilimento ha subito molti passaggi di proprietà. Dal 2005, quando il gruppo MG Rover è fallito, parte del sito è stato demolito per far spazio a possibili sviluppi commerciali e residenziali. Attualmente lo stabilimento è di proprietà della SAIC che ha avviato l'assemblaggio della vettura MG 6 il 13 aprile 2011 con scocche e componenti provenienti dalla Cina. La casa MG per il primo anno di produzione conta di assemblare circa 3.000 autovetture per il mercato inglese.

## Fondazione
La fabbrica di Longbridge fu fondata da Herbert Austin, che aveva imparato il mestiere di ingegnere alla Wolseley, lavorando su strumenti e automobili. Mentre era alla Wolseley, Austin produsse un'automobile sperimentale a tre ruote, e poi un'altra nel 1896 che fu esibita al Crystal Palace di Londra. Questo successo lo spinse a iniziare un'attività in proprio.
Per trovare un luogo adatto, Austin esplorò molte volte la zona intorno a Birmingham nella sua Wolseley 7.5 HP. Il 4 novembre 1905 a Longbridge, distante sette miglia dalla città, trovò una piccola tipografia abbandonata; la acquistò, e grazie all'aiuto finanziario di alcuni amici la Austin Motor Company era nata.
La prima automobile prodotta era una macchina da turismo di alta classe da 25-30 HP con cambio a quattro marce e trasmissione a catena.
Entro il 1908 lo stabilimento impiegava 1000 lavoratori e fu introdotto un turno di notte per aumentare la capacità produttiva in risposta alla crescente domanda di prodotti.

## Prima guerra mondiale
Da un giorno all'altro, nel febbraio del 1914 la proprietà della società diventò pubblica e la capitalizzazione azionaria fu alzata a 50 000 sterline.
Lo stabilimento era parte del significativo e rapido processo di mobilitazione che prese luogo in Europa all'annuncio della prima guerra mondiale. Le macchine che erano state utilizzate per produrre automobili Austin furono utilizzate per produrre munizioni, e tutte le risorse della fabbrica furono sfruttate per servire le forze armate.
Con il continuo aumento della domanda di armi e equipaggiamenti di tutti i tipi, la fabbrica fu espansa. Entro il 1917 aveva triplicato le sue dimensioni e possedeva il suo proprio campo d'aviazione a Cofton Hackett, a sud dell'impianto denominato Main works, nel quale operava la recentemente formata Austin Aero Company. Gli operai, molti dei quali erano donne, crebbero oltre le 22 000 unità durante gli anni di maggiore richiesta.
Tra il 1914 e il 1918, tra le altre cose, la produzione bellica si diversificò tra armamenti e munizioni, furono prodotti oltre 8 000 000 di proiettili insieme a 650 armi da fuoco, veicoli con 2 000 autocarri, e, nel campo dell'aviazione, 2 000 aerei militari, tra cui i prototipi di propria progettazione Austin-Ball A.F.B.1 del 1917 e Greyhound ed Osprey del 1918, ma la maggior parte su licenza tra cui i Royal Aircraft Factory R.E.7, R.E.8, S.E.5 e Bristol Fighter oltre a 2 500 motori aeronautici.

## Gli anni tra le due guerre

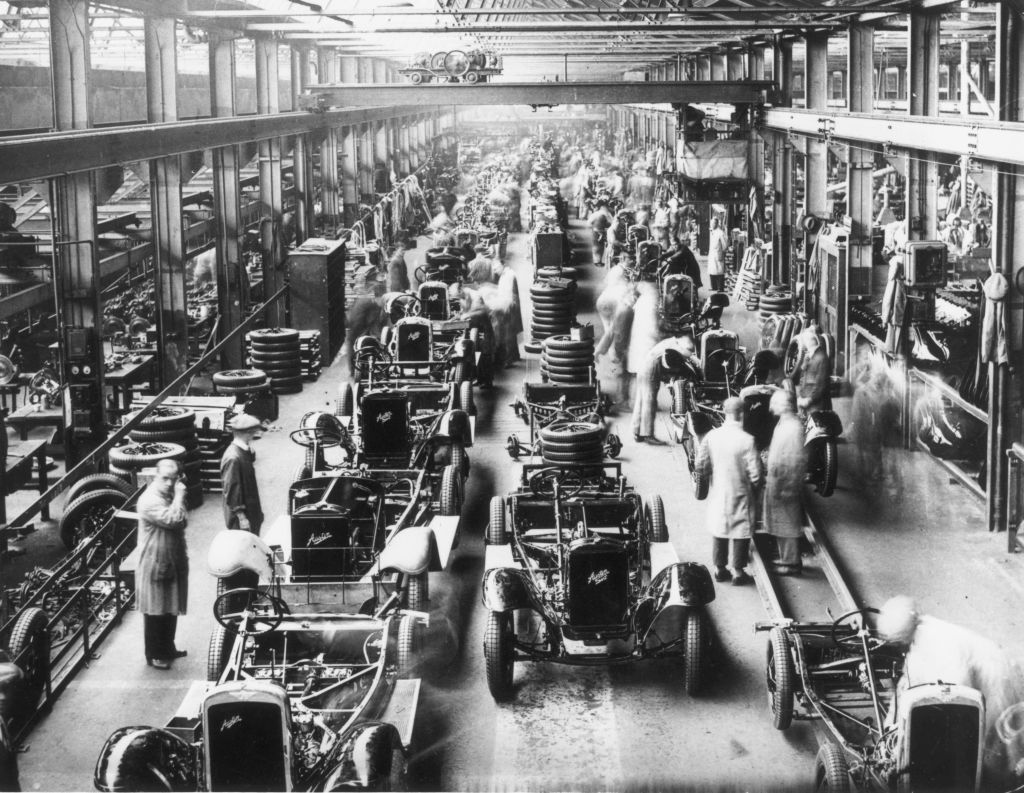
Lo stabilimento nella prima metà del Novecento, con dei veicoli Austin in corso di assemblaggio

Prima della fine della guerra, furono annunciati dei piani sulla concentrazione della produzione su un'auto da 20 HP quando sarebbe tornata la pace. Il motore usato per il modello da 20 HP fu adattato per realizzare un trattore Austin che funzionava a cherosene, che si aggiudicò molti premi agricoli tra il 1919 e il 1921. Usando lo stesso motore fu prodotto anche un autocarro da 13 tonnellate.
Per un breve periodo il programma del dopoguerra della Austin Aero Company incluse anche una gamma di aeroplani: il caccia biposto Austin Greyhound e il monoposto Austin Ball; successivamente ci fu un biplano monoposto con ali ripiegabili, che venne venduto per 500 sterline, e un quarto chiamato Austin Whippet.
Dopo il 1921 la Austin si iniziò a interessare a veicoli più piccoli, come la 12 HP e la popolare Austin Seven.

## Seconda guerra mondiale
Allo scoppio della seconda guerra mondiale la fabbrica fu mobilitata di nuovo. La costruzione di automobili fu in gran parte abbandonata e le macchine furono convertite per la produzione di munizioni perforanti per cannoni anticarro QF 2-pounder, QF 6-pounder e QF 17-pounder, scatole di acciaio, taniche, mine, bombe di profondità ed elmetti.
Longbridge produsse anche componenti di carri armati, mentre gli aeroplani erano prodotti nella fabbrica-ombra Austin Aero nella vicina Cofton Hackett. Furono prodotti bombardieri leggeri Fairey Battle, i motori aeronautici Mercury e Pegasus, insieme al bombardiere pesante a quattro motori Short S.29 Stirling e il caccia Hawker Hurricane. Furono costruiti circa 3000 aeroplani e 36 000 sospensioni.
Mortai e mitragliatrici Bren furono costruiti nel West Works, nell'area più tardi conosciuta come West 4upper.
Trentham buildings, Number 2 paint shop, was still referred to as the Beaufighter line by some people during the 1970s.
L'edificio conosciuto come Flight Shed a Cofton Lane era dove le fusoliere ricevevano l'ultimo controllo della qualità e dove venivano inserite le ali ai caccia Hurricane. Le ali Lancaster venivano inserite quando gli aeroplani lasciavano il capannone. Gli Hurricane venivano sollevati fino all'aeroporto sollevato su dei pattini motorizzati. I pattini erano ancora nel retro del Flight Shed durante gli anni Ottanta. I bombardieri Lancaster venivano trasportati su strada al Royal Air Force di Elmdon per dei test di volo.
Avere una tale concentrazione di produzione bellica significava che l'area era un obiettivo primario per i bombardamenti. Erdington, infatti, diventò famosa per essere la prima parte dell'Inghilterra ad essere bombardata dai tedeschi, che presumibilmente avevano provato a colpire Longbridge.

## Dopo la guerra

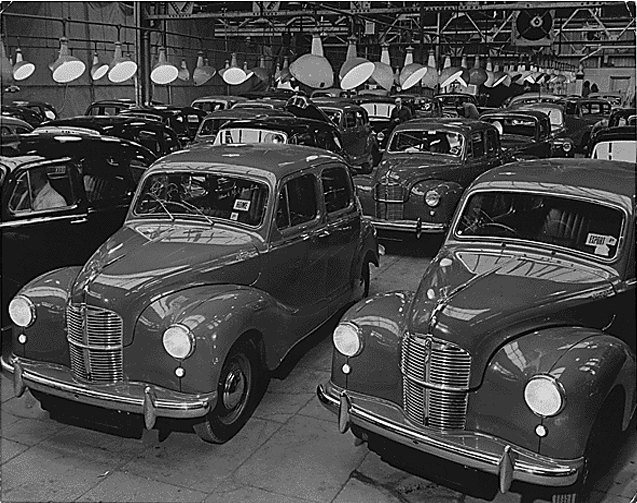
Austin A40 all'interno di Longbridge, 1948

Dopo la guerra, Leonard Lord diventò presidente della Austin. Lui dispose piani per una rapida espansione, nuovi modelli, e commercializzazione dei prodotti anche all'estero. Nel giugno del 1946 fu prodotta la milionesima Austin. Fu dipinta in color panna opaco e venne firmata dal presidente e da tutta la forza lavoro in una speciale celebrazione.
Nel 1952 la Austin Motor Company si fuse con la Morris Motor Company e diventò la British Motor Corporation. Nel 1968 la British Motor Corporation confluì nella British Leyland.

## Nazionalizzazione
La British Leyland entrò in un periodo di difficoltà economiche e fu rifinanziata dal governo inglese nel 1975. Per questo il governo diventò il principale azionista, ma a differenza della maggior parte delle aziende nazionalizzate, la British Leyland (abbreviata BL) rimase un'azienda pubblica.
Il sindacalista Derek Robinson, o "Red Robbo" come veniva soprannominato dai mass media, divenne sinonimo degli scioperi che paralizzarono la produzione a Longbridge durante gli anni Settanta. Tra il 1978 e il 1979 il presidente del consiglio di amministrazione Robinson era dietro 523 vertenze nel solo stabilimento di Longbridge, all'epoca la più grande fabbrica del Regno Unito, e alla fine fu licenziato a seguito di intensi attacchi da parte della stampa.

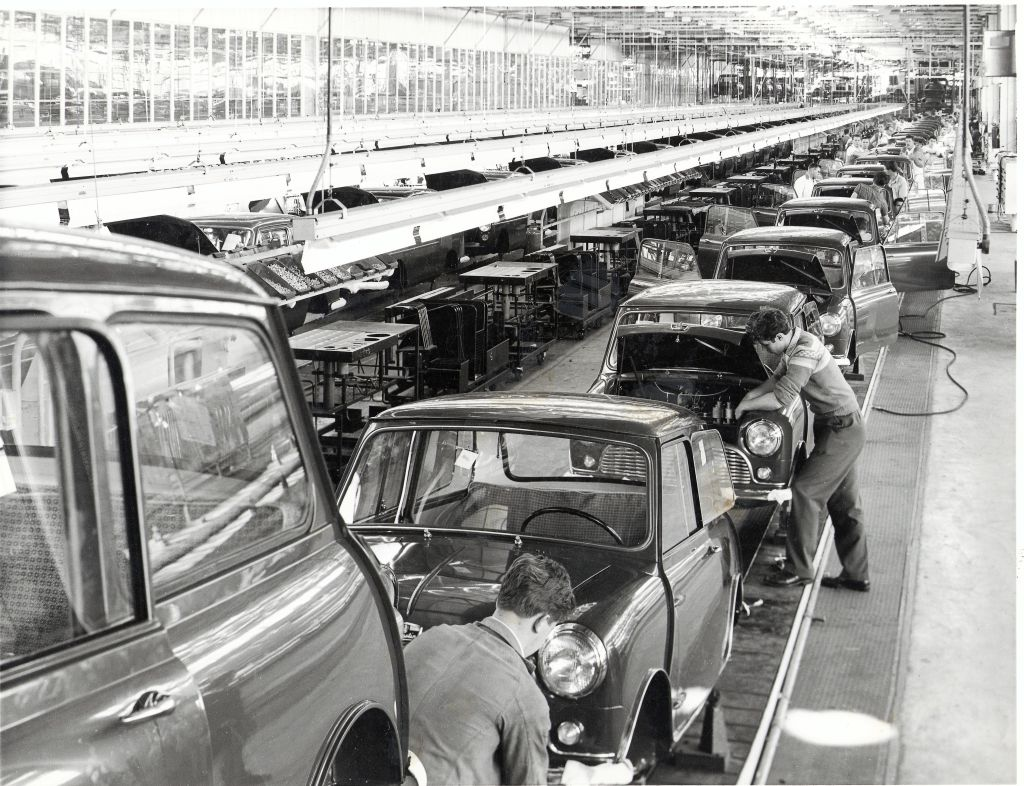
La catena di montaggio della Mini a Longbridge

La più grande espansione della fabbrica avvenne nel 1979 quando, con un investimento di 15,5 milioni di sterline, lo stabilimento fu ampliato con l'aggiunta di una nuova zona di quasi 134 000 m² dotata di una catena di montaggio altamente automatizzata in vista del debutto della nuova utilitaria del gruppo, la Austin Metro, che sarà una delle automobili più popolari di sempre ad essere prodotta nello stabilimento. Il nuovo impianto fu inaugurato ufficialmente il 20 ottobre 1980, alla presenza del principe Carlo.
Nel 1985 venne prodotta la decimilionesima automobile di Longbridge (una Austin Metro).

## Privatizzazione e successiva liquidazione
Entro gli inizi degli anni Ottanta la British Leyland era stata duramente razionalizzata, e molte aziende e fabbriche del suo impero erano state chiuse o vendute. Aveva inoltre iniziato un accordo collaborativo con la casa automobilistica giapponese Honda, che gli diede nuova linfa vitale.
Nel 1988 lo stabilimento di Longbridge, insieme al resto del Gruppo Austin Rover, fu venduto dal governo inglese alla British Aerospace, che nel 1989 rinominò l'azienda Gruppo Rover.
Nel 1994 la BMW comprò il Gruppo Rover dalla British Aerospace, e lo stabilimento passò nelle mani della BMW. Nel 2000 la BMW vendette il Gruppo Rover al Consorzio Phoenix (un gruppo di quattro imprenditori), che gli cambiò nome in Gruppo MG Rover.
Secondo i dati della rivista Auto, nell'ottobre del 2001 la forza lavoro totale dello stabilimento ammontava a 3608, mentre la forza lavoro equivalente a 3443; durante il 2000 furono prodotti 178 557 veicoli con una media di 52 vetture per addetto.
Nell'aprile del 2005 il Gruppo MG Rover entrò in amministrazione controllata, e lo stabilimento fu chiuso.

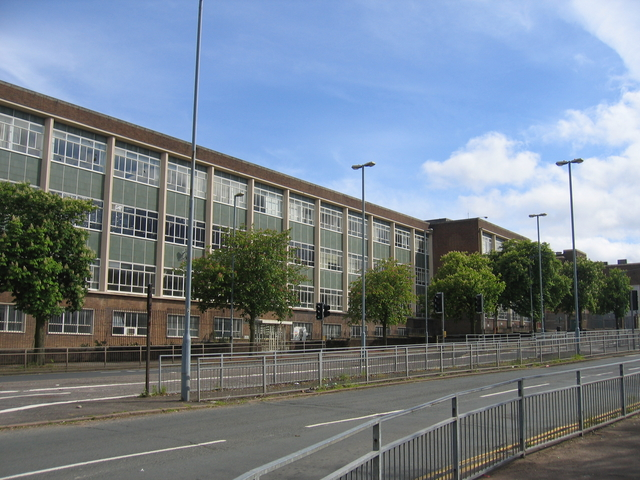
Gli uffici dello stabilimento

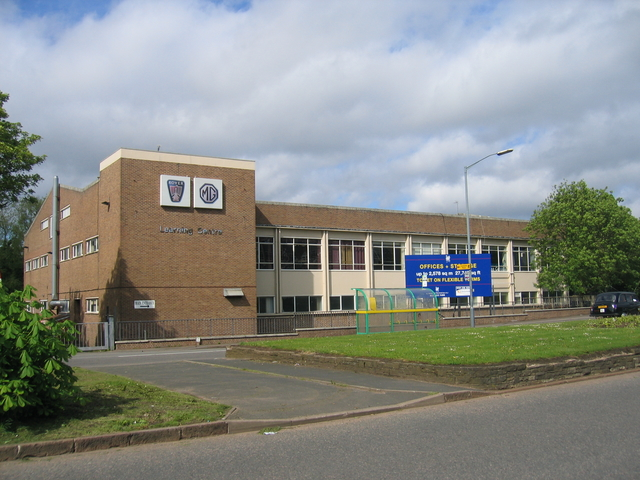
Il learning centre

## L'arrivo dei cinesi
Nel luglio del 2005 la cinese Nanjing Automobile Corporation (abbreviato NAC) acquistò i resti del gruppo MG Rover, tra cui anche lo stabilimento di Longbridge. Nel dicembre del 2007 la NAC venne acquistata dalla cinese SAIC, di conseguenza lo stabilimento inglese divenne di proprietà della SAIC insieme al marchio MG. Nell'agosto del 2008 riprese la produzione della MG TF, utilizzando solo la parte della fabbrica Austin originaria (South Works). La maggior parte dell'area rimanente è stata demolita per essere riqualificata a scopi abitativi e industriali.
Il 13 aprile 2011 è stato riaperto lo stabilimento dove è iniziato l'assemblaggio della nuova berlina MG 6 su una linea di produzione dedicata ed inedita. La vettura viene in gran parte prodotta in Cina, a Longbridge vengono spediti i pezzi e montati, inoltre viene fabbricata tutta la componentistica elettrica della MG 6. Il 15 aprile sono avvenuti i festeggiamenti nello stabilimento con la stampa e l'inizio delle vendite sul mercato inglese della vettura. Al lancio della MG 6 nello stabilimento erano impiegate meno di 200 persone. Gli impianti di produzione attualmente presenti a Longbridge hanno una capacità massima di approssimativamente 1.000 lavoratori. Nel 2013 viene avviato l'assemblaggio della MG 3, utilitaria compatta prodotta in Cina dal 2011; con l'avvento dell'assemblaggio di questo modello (con scocche importate dalla Cina) la forza lavorativa sale a 400 operai. Complessivamente i cinesi hanno investito circa 500 milioni di sterline nella storica sede di Longbridge tra il nuovo centro R&D e le linee di produzione dei due modelli inediti.
Nel settembre 2016 viene annunciato da parte di SAIC la chiusura definitiva dello stabilimento di Longbridge in Inghilterra in seguito alla Brexit. Termina così l’assemblaggio delle MG nella storica fabbrica inglese, tuttavia i licenziamenti riguardano solo 25 operai in quanto nello stabilimento si montavano solo paraurti cofano e componenti minori dei modelli prodotti interamente in Cina. Resta operativo il centro ricerca e sviluppo con sede sempre a Longbridge nonché sede europea della SAIC Motor che comprende circa 400 operai tra ingegneri e designer.

## Nella cultura di massa
Poco prima che il Gruppo MG Rover entrasse in amministrazione controllata nel 2005, alcune scene del video di Believe dei The Chemical Brothers sono state registrate all'interno dello stabilimento di Longbridge.
Ci sono costanti riferimenti allo stabilimento di Longbridge -dove lavorano alcuni personaggi- nel romanzo La banda dei brocchi e nel suo seguito Circolo chiuso scritti da Jonathan Coe.